# Jhonny Quiñónez
Jhonny Raúl Quiñónez Ruiz (Quito, 11 juni 1998) is een Ecuadoraans voetballer die als middenvelder voor Sociedad Deportiva Aucas speelt..

## Carrière
Jhonny Quiñónez speelde in de jeugd van Club Sport Norte América, dat hem periodes verhuurde aan Panamá SC, Independiente del Valle, Deportivo Azogues en Sociedad Deportiva Aucas. Hij debuteerde in het seniorenvoetbal voor Deportivo Azogues in 2015, waarmee hij twee wedstrijden in de Serie B speelde. In 2016 werd hij verhuurd aan SD Aucas, waarmee hij uit de Serie A degradeerde. Nadat deze club hem in 2017 definitief overnam van Club Sport Norte América, promoveerde hij met Aucas weer terug naar de Serie A. In het seizoen 2019/20 werd hij aan Willem II verhuurd. Hij arriveerde pas later in Tilburg, en debuteerde op 15 september 2019 in de met 4-1 verloren uitwedstrijd tegen Heracles Almelo. Hij kwam in de 64e minuut in het veld voor Pol Llonch. Zijn verblijf in Tilburg werd geen succes, en in de winterstop keerde hij op eigen verzoek terug naar Ecuador.

### Statistieken
| Seizoen                    | Club                       | Land           | Competitie     | Competitie | Competitie | Beker | Beker | Overig | Overig | Totaal | Totaal |
| Seizoen                    | Club                       | Land           | Competitie     | Wed.       | Dlp.       | Wed.  | Dlp.  | Wed.   | Dlp.   | Wed.   | Dlp.   |
| -------------------------- | -------------------------- | -------------- | -------------- | ---------- | ---------- | ----- | ----- | ------ | ------ | ------ | ------ |
| 2015                       | → Deportivo Azogues        | Ecuador        | Serie B        | 2          | 0          | –     | –     | –      | –      | 2      | 0      |
| 2016                       | → Sociedad Deportiva Aucas | Ecuador        | Serie A        | 8          | 1          | –     | –     | –      | –      | 8      | 1      |
| 2017                       | Sociedad Deportiva Aucas   | Ecuador        | Serie B        | 23         | 6          | –     | –     | –      | –      | 23     | 6      |
| 2018                       | Sociedad Deportiva Aucas   | Ecuador        | Serie A        | 37         | 1          | –     | –     | 2      | 0      | 39     | 1      |
| 2019                       | Sociedad Deportiva Aucas   | Ecuador        | Serie A        | 20         | 2          | 2     | 0     | –      | –      | 22     | 2      |
| 2019/20                    | → Willem II                | Nederland      | Eredivisie     | 5          | 0          | 1     | 0     | –      | –      | 6      | 0      |
| 2020                       | Sociedad Deportiva Aucas   | Ecuador        | Serie A        | 21         | 6          | –     | –     | –      | –      | 21     | 6      |
| 2021                       | Sociedad Deportiva Aucas   | Ecuador        | Serie A        | 12         | 7          | 7     | 0     | 0      | 0      | 19     | 7      |
| Carrièretotaal             | Carrièretotaal             | Carrièretotaal | Carrièretotaal | 128        | 23         | 10    | 0     | 2      | 0      | 140    | 23     |
| Bijgewerkt op 18 juli 2021 |                            |                |                |            |            |       |       |        |        |        |        |

### Interlandcarrière
In 2019 werd Quiñónez voor het eerst geselecteerd voor het Ecuadoraans voetbalelftal, voor de met 6-1 verloren oefenwedstrijd tegen Argentinië. Hij debuteerde door na de rust in te vallen voor Sebastián Méndez.